# کامیلا لاکبرگ

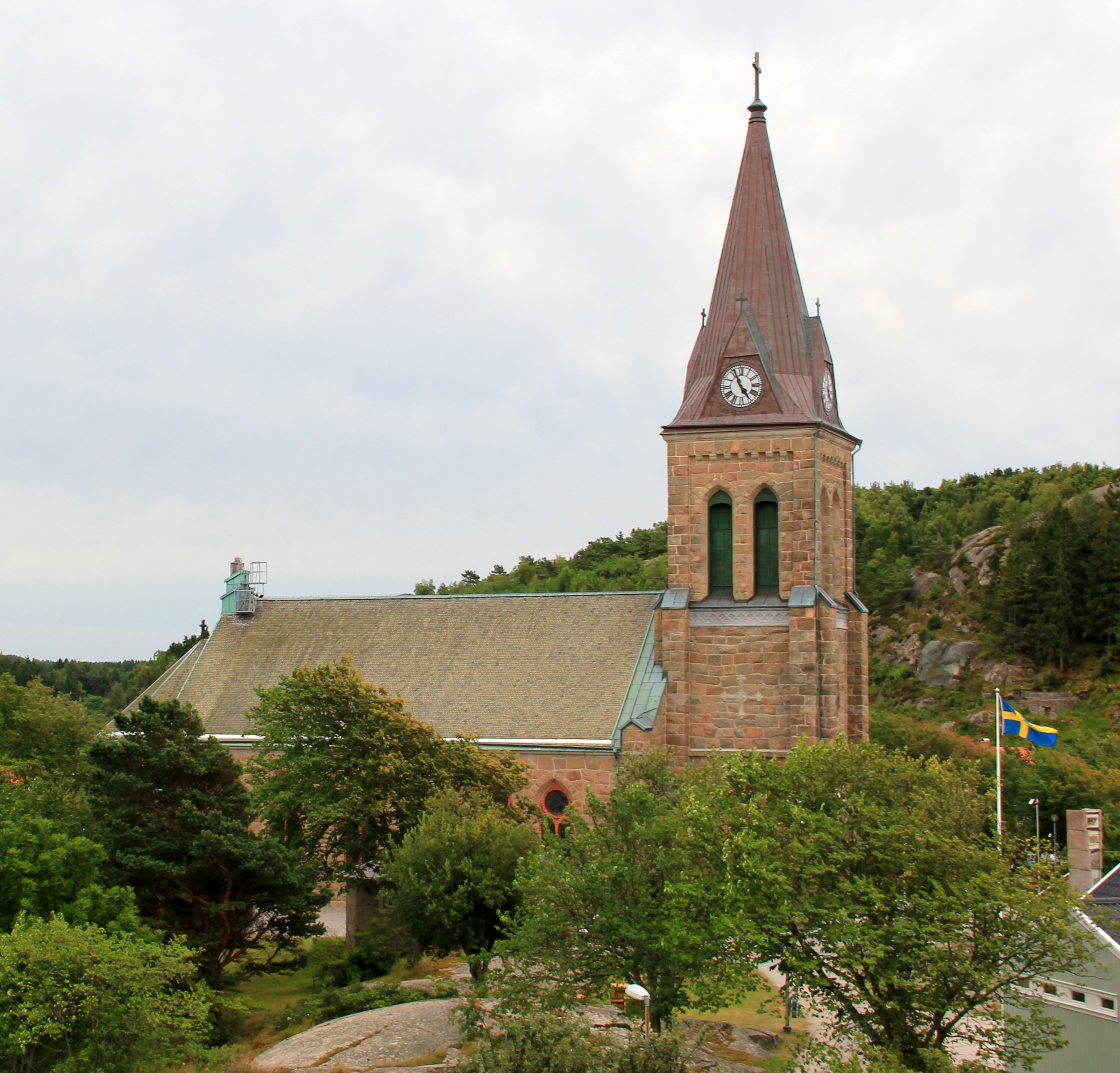
فیالباکا در سوئد، روستایی در کناره دریا که لاکبرگ در آن زاده شده است

جین ادیت کامیلا لاکبرگ اریکسون (۳۰ اوت ۱۹۷۴) نویسندهٔ سوئدی رمان‌های جنایی است. کتاب‌های او به ۳۳ زبان برگردانده شده‌اند.

## زندگی خصوصی
لاکبرگ دو بار ازدواج کرده و دارای سه فرزند است. ویلی و میا از همسر نخستش میکه اریکسون و چارلی از همسر دومش مارتین ملین هستند.

### کتابها

#### سری "اریکا فالک و پاتریک هدستروم
شاهزاده خانم یخها

واعظ

سنگ بر

مرغ بد یمن

بچهٔ پنهان

غرق شدن

بچهٔ گم شده

همسر فرشته ساز